# Go Ah-sung
Go Ah-sung (en hangul, 고아성) (Seúl, 10 de agosto de 1992) es una actriz surcoreana.

## Biografía
El 6 de julio de 2021 se anunció que su madre había fallecido, después de perder su batalla contra una enfermedad crónica que padecía desde hace mucho tiempo. 

## Carrera
Go comenzó su carrera como actriz infantil, ganado reconocimiento en 2006 con la película The Host, en la cual interpretó a la hija del protagonista, Park Hyun-seo. Papel que le valió diversas nominaciones y premios como el de "Mejor actriz revelación" en los premios Blue Dragon del mismo año.
Otros roles importantes han sido en Snowpiercer (2013), Thread of Lies (2014) y Office (2015), así como también en los dramas coreanos Master of Study (2010) y Heard It Through the Grapevine (2015).

## Filmografía

### Televisión
| Año   | Título                         | Papel                | Cadena           | Ref.        |
| ----- | ------------------------------ | -------------------- | ---------------- | ----------- |
| 2004  | Oolla Boolla Blue-jjang        | Noh Da Ji            | KBS2             |             |
| 2005  | Sad Love Story                 | Cha Hwa Jung (joven) | MBC              |             |
| 2005  | Beating Heart                  | Kim Bo Mi            | MBC              |             |
| 2010  | Master of Study                | Gil Pul Ip           | KBS2             |             |
| 2015  | Heard It Through the Grapevine | Seo Bom              | SBS              |             |
| 2017  | Radiant Office                 | Eun Ho Won           | MBC              |             |
| 2021  | Crime Puzzle                   | Det. Yoo-hee         | Olleh TV / Seezn |             |
| 2022  | Tracer                         | Seo Hye-young        | Wavve, MBC       | [ 2 ]       |
| 2024  | Good Partner                   | Lee Han-na           | SBS              | [ 3 ] [ 4 ] |
| Prog. | Chunhwa Love Story             | Princesa Hwari       | TVING            | [ 5 ]       |

### Películas
| Año  | Título                       | Papel         | Ref.        |
| ---- | ---------------------------- | ------------- | ----------- |
| 2006 | The Host                     | Park Hyun-seo |             |
| 2007 | The Happy Life               | Joo Hee       |             |
| 2008 | Radio Dayz                   | Soon Deok     |             |
| 2009 | A Brand New Life             | Ye Shin       |             |
| 2009 | After the Banquet            | Kim Mi Rae    |             |
| 2010 | Sixteen (corto)              |               |             |
| 2012 | Duet                         | Nancy         |             |
| 2013 | Snowpiercer                  | Yona          |             |
| 2014 | Thread of Lies               | Man Ji        |             |
| 2015 | Office                       | Lee Mi Rye    |             |
| 2015 | The Beauty Inside            | Kim Woo-jin   |             |
| 2015 | Right Now, Wrong Then        | Yeom Bo ra    |             |
| 2015 | Thinking of Elder Brother    | Park Joo Mi   |             |
| 2020 | Samjin Company English Class | Lee Ja-young  | [ 6 ] [ 7 ] |
| 2023 | Because I Hate Korea         | Gye-na        | [ 8 ]       |

### Programas de variedades
| Año  | Título                         | Canal | Notas                                                |
| ---- | ------------------------------ | ----- | ---------------------------------------------------- |
| 2016 | Running Man                    | SBS   | ep. 282                                              |
| 2017 | King of Mask Singer            | MBC   | participó como "The Girl Who Like Baseball", ep. 103 |
| 2022 | Knowing Bros (Ask Us Anything) | jtBC  | invitada                                             |

## Discografía
| Año  | Artista                          | Canción                          | Álbum               |
| ---- | -------------------------------- | -------------------------------- | ------------------- |
| 2010 | Ernest, Park Ji-yeon, Go Ah Sung | «Go» (Hangul: 달려; RR: Dallyeo) | BSO Master of Study |
| 2012 | Go Ah Sung                       | «Nobody Knows»                   | BSO Duet            |
| 2012 | Go Ah Sung                       | «Light On My Shoulder»           | BSO Duet            |
| 2012 | Go Ah Sung                       | «Blue Blue Night»                | BSO Duet            |
| 2012 | Go Ah Sung                       | «Wings of Rod»                   | BSO Duet            |

## Premios y nominaciones

### Premios
- Premios Baek Sang Art, 2007
  - Mejor actriz revelación, The Host
- Premios Blue Dragon, 2006
  - Mejor actriz revelación, The Host

### Nominaciones
- 2.os Premio Seúl, 2018 - Mejor actriz de reparto secundario en drama, Life on Mars[10]
- Premios Saturn, 2007
  - Mejor interpretación por un joven actor, The Host
- Premios Grand Bell, 2007
  - Mejor actriz de reparto, The Host'

- 2021: 57th Baeksang Arts Award - Best Actress (Film) por Samjin Company English Class[11]
- 2021 26th Chunsa Film Art Award - Best Actress (Film) por Samjin Company English Class